# Fitz W. Guerin
Fitz W. Guerin (17 mars 1846 – 11 juillet 1903) a été un récipiendaire de la Medal of Honor durant la guerre de Sécession. De retour à la vie civile, il est devenu un photographe réputé à Saint-Louis, dans le Missouri.

## Enfance
Fitz W. Guerin est né le 17 mars 1846 à New York. À 13 ans il part seul et commence à travailler pour la Merrill Drug Company à Saint-Louis dans le Missouri et pour la Western Union.

## Guerre de Sécession
Adolescent, il rejoint l'armée de l'Union et sert sous les ordres des généraux William Tecumseh Sherman, Nathaniel Lyon et Ulysses S. Grant. Pour ses actions avec le Sergent Henry R. Hammel et le soldat Joseph Pesch les 28 et 29 avril 1863, Guerin reçoit la Medal of Honor le 10 mars 1896.

## Carrière de photographe
Après la guerre, il retourne à Saint-Louis et fait des petits boulots dans une galerie photographique. Il trouve un meilleur salaire en travaillant sur des fils télégraphiques pour le chemin de fer mais il revient à la photographie s'associant et mettant en place Remington, Guerin et Mills Gallery à Ottumwa en Iowa. Il est finalement acheté et retourne à Saint-Louis où il travaille pour plusieurs photographes, apprenant le métier.
Enfin, en 1876, il ouvre sa propre boutique. Quand il gagne un prix en 1878 lors de l'exposition universelle de Paris, il rencontre immédiatement le succès. Il s’établit une réputation, reçoit une reconnaissance internationale pour ses portraits et est plusieurs fois président de la National Photographic Society,. Il ouvre plusieurs galeries, en tout six durant ses vingt-sept ans de carrière.
Emme et Mayme Gerhard, pionnières de la photographie pour les femmes, étudièrent avec lui pendant trois ans. Il vend son studio lorsqu'il prend sa retraite en janvier 1903,.
Guerin meurt d'une crise cardiaque le 11 juillet 1903. Il est enterré au cimetière Bellefontaine à Saint-Louis, dans le même cimetière que ses co-récipiendaires de la Medal of Honor Hammel et Pesch.
Certaines de ses photographies sont détenues par la Bibliothèque du Congrès.

Photographies de Fitz W. Guerin
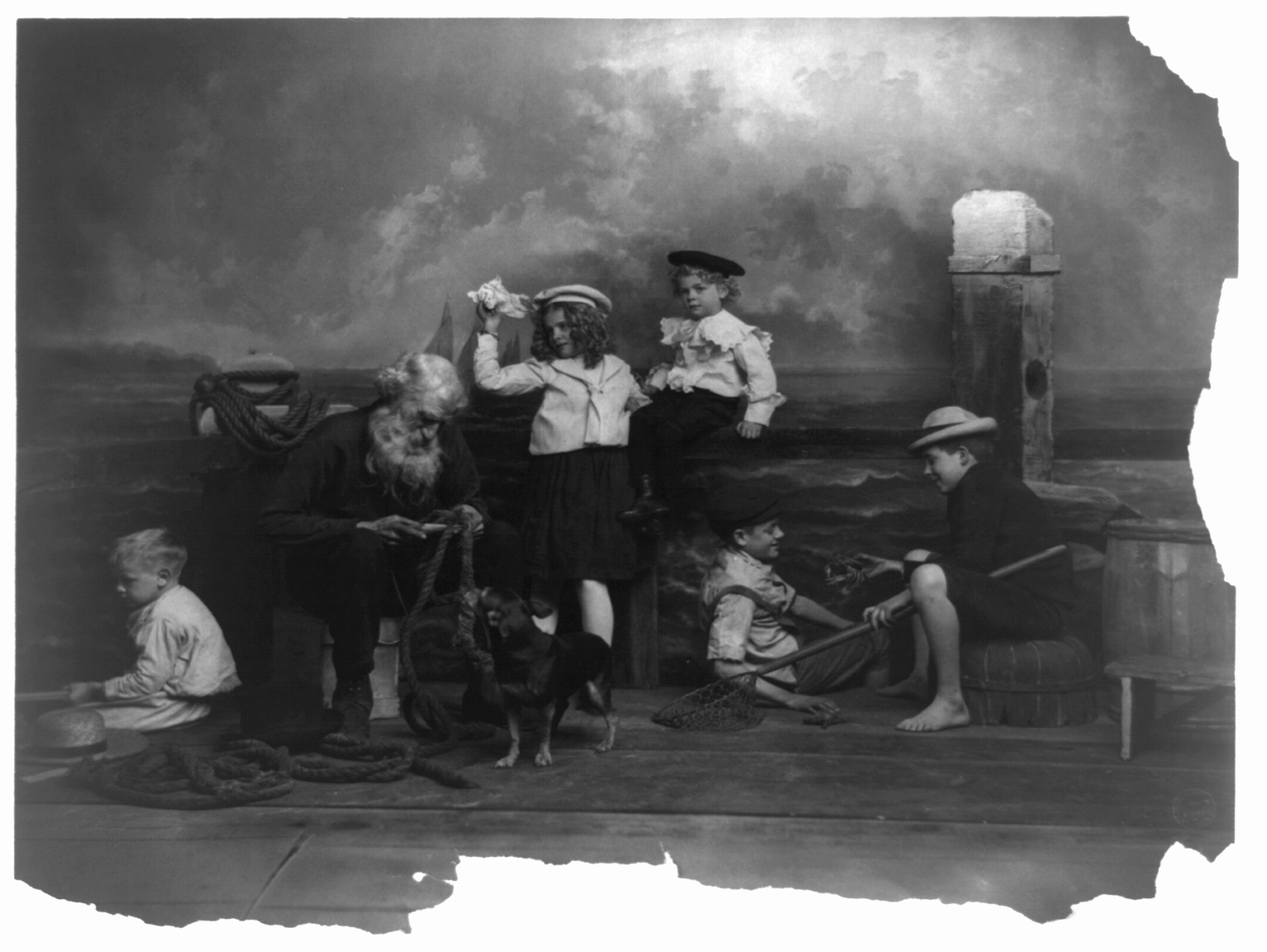
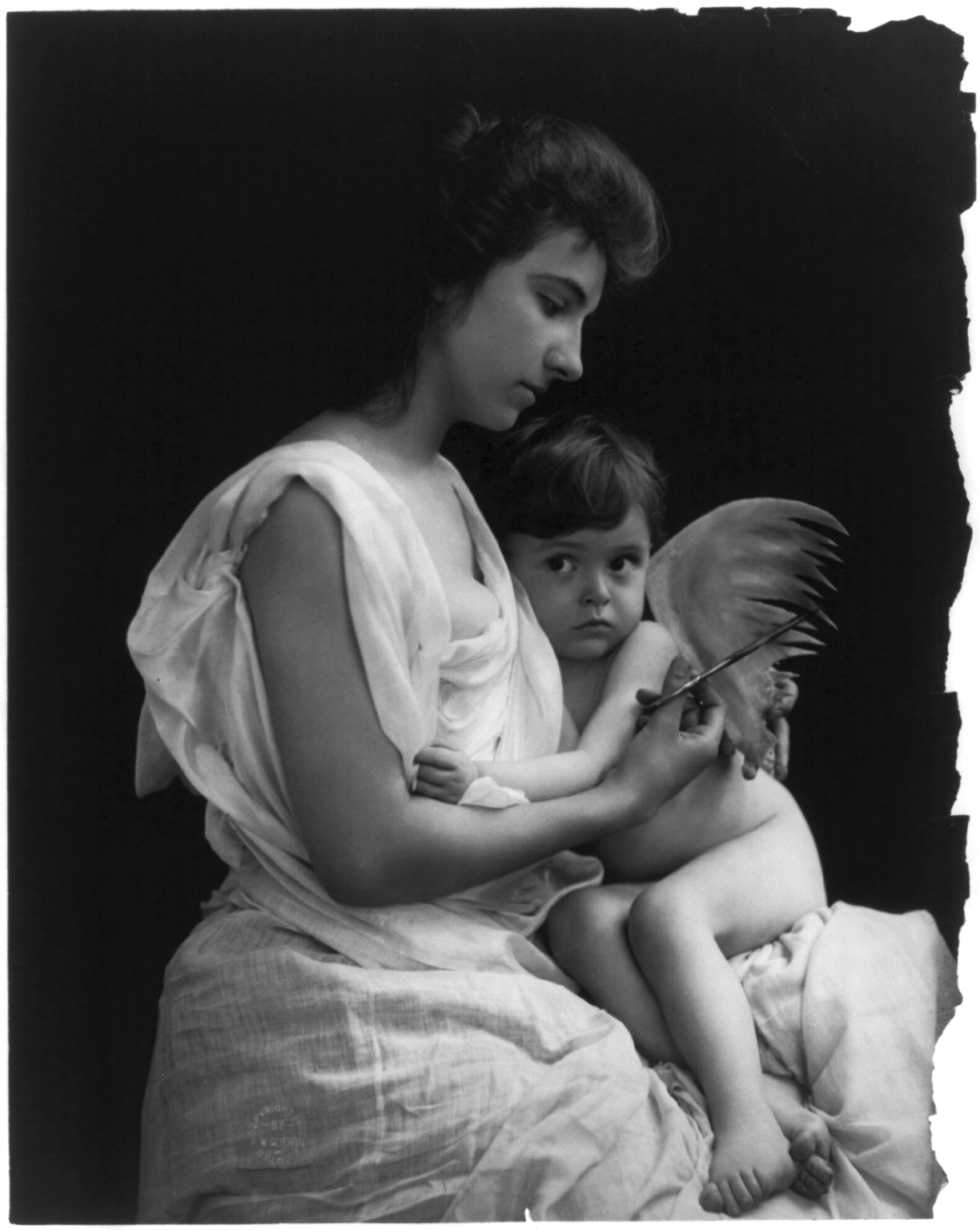
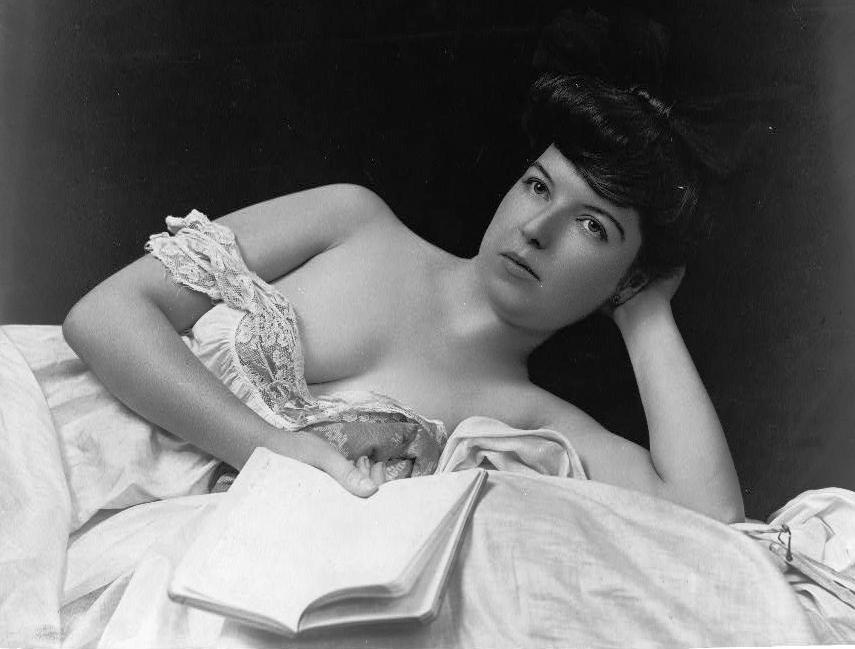